# Bioquímica de l'arsènic

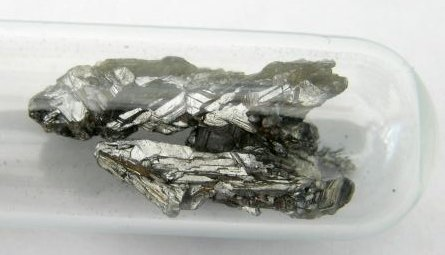
Un tros d'arsènic metàl·lic

La bioquímica de l'arsènic és el conjunt de processos bioquímics que fan servir l'arsènic o els seus compostos, com ara l'arsenat. L'arsènic té una abundància moderada a l'escorça terrestre i, tot i que molts compostos d'arsènic es consideren altament tòxics, hi ha una gran varietat de compostos organoarsènics sintetitzats per processos biològics, així com compostos d'arsènic no-orgànics metabolitzats per molts organismes. Aquest patró també es dona en elements similars, com ara el seleni, que pot tenir efectes tant beneficiosos com perjudicials. La bioquímica de l'arsènic ha esdevingut un tema recurrent a causa de la presència de grans quantitats de compostos d'arsènic tòxics a alguns aqüífers, que poden acabar afectant molts milions de persones a través dels processos bioquímics.